# Ночь демонов (фильм, 1988)
«Ночь демонов» (англ. Night of the Demons) — американский фильм ужасов 1988 года режиссёра Кевина Тенни, первая часть серии фильмов Ночь демонов. Съёмки фильма проводились в Южной и Центральной части Лос-Анджелеса, штат Калифорния, США, и продолжалась в течение двух месяцев. Премьера фильма состоялась 9 сентября 1988 года. В США фильм собрал $3 109 904. Первоначально фильм носил название «Halloween Party».

## Сюжет
Группа молодых людей в преддверии празднования Хэллоуина решает, что идти на школьный бал-маскарад неинтересно и неоригинально. По предложению странной девушки Анджелы компания направляется в большой и мрачный старый заброшенный дом. После прибытия в дом компания начинает его осматривать, а затем, собственно, веселиться. Вскоре Анджела предлагает более оригинальное развлечение — попытаться увидеть в старом зеркале своё прошлое. В ходе одного из таких сеансов одна из девушек видит в зеркале лицо демона и от испуга роняет зеркало, которое разбивается. Компания молодых людей даже не подозревает, что этим действием освободила из заточения демона. После освобождения демон начинает одного за другим убивать молодых людей, а их тела превращать в таких же демонов.

## В ролях
| Актёр          | Роль             |
| -------------- | ---------------- |
| Кэти Подвелл   | Джуди            |
| Амелия Кинкейд | Анджела Франклин |
| Линнея Куигли  | Сюзанна          |

## Критика
На агрегаторе рецензий Rotten Tomatoes, фильм имеет 36% «свежести» на основе 11 рецензий критиков. The Washington Post раскритиковала фильм за «конвергенциею стереотипов и клише». The New York Times писала что «лучшее в „Ночь демонов“ — рекламная кампания» и отметила длинный хронометраж, сексистский и глупый юмор. Скотт Пул из PopMatters назвал фильм «действительно новым» и сочетающем в себе элементы слэшеров и фильмов о зомби.